# Зойцах
Зойцах (нем. Seuzach) — коммуна в Швейцарии, в кантоне Цюрих.
Входит в состав округа Винтертур. Население составляет 6647 человек (на 31 декабря 2007 года). Официальный код — 0227.